# U Fleků

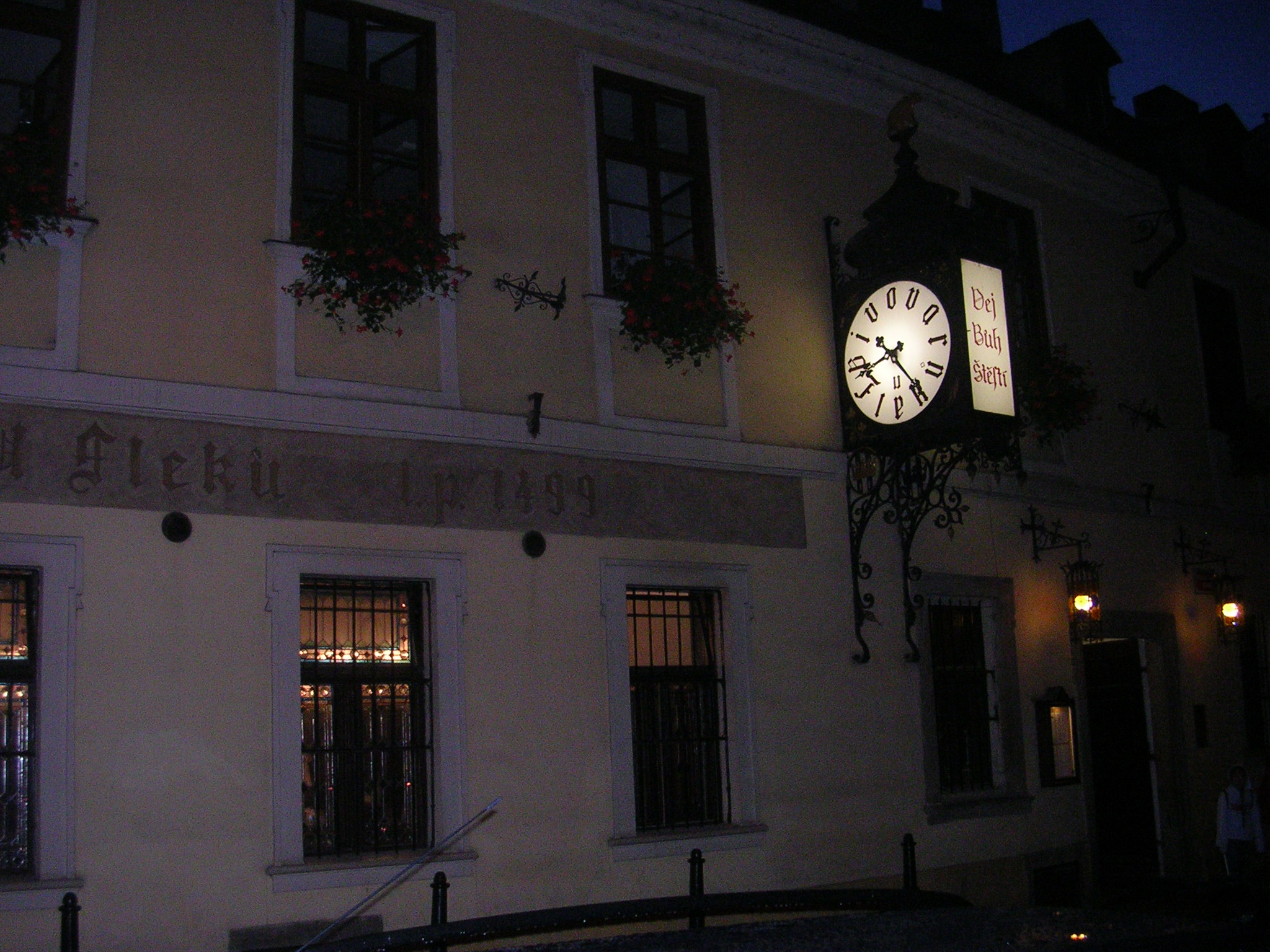
L'horloge accueille les clients à l'entrée

U Fleků (Chez Flek en tchèque) est un bar et une brasserie de Prague en République tchèque, produisant sa propre bière, dans le quartier Nové Město (Nouvelle ville). Elle est constituée de bâtiments entourant une vaste cour intérieure au 11 de la rue Křemencova, non loin du Théâtre national de Prague. La façade est décorée d'une horloge au-dessus de l'entrée.

## Histoire

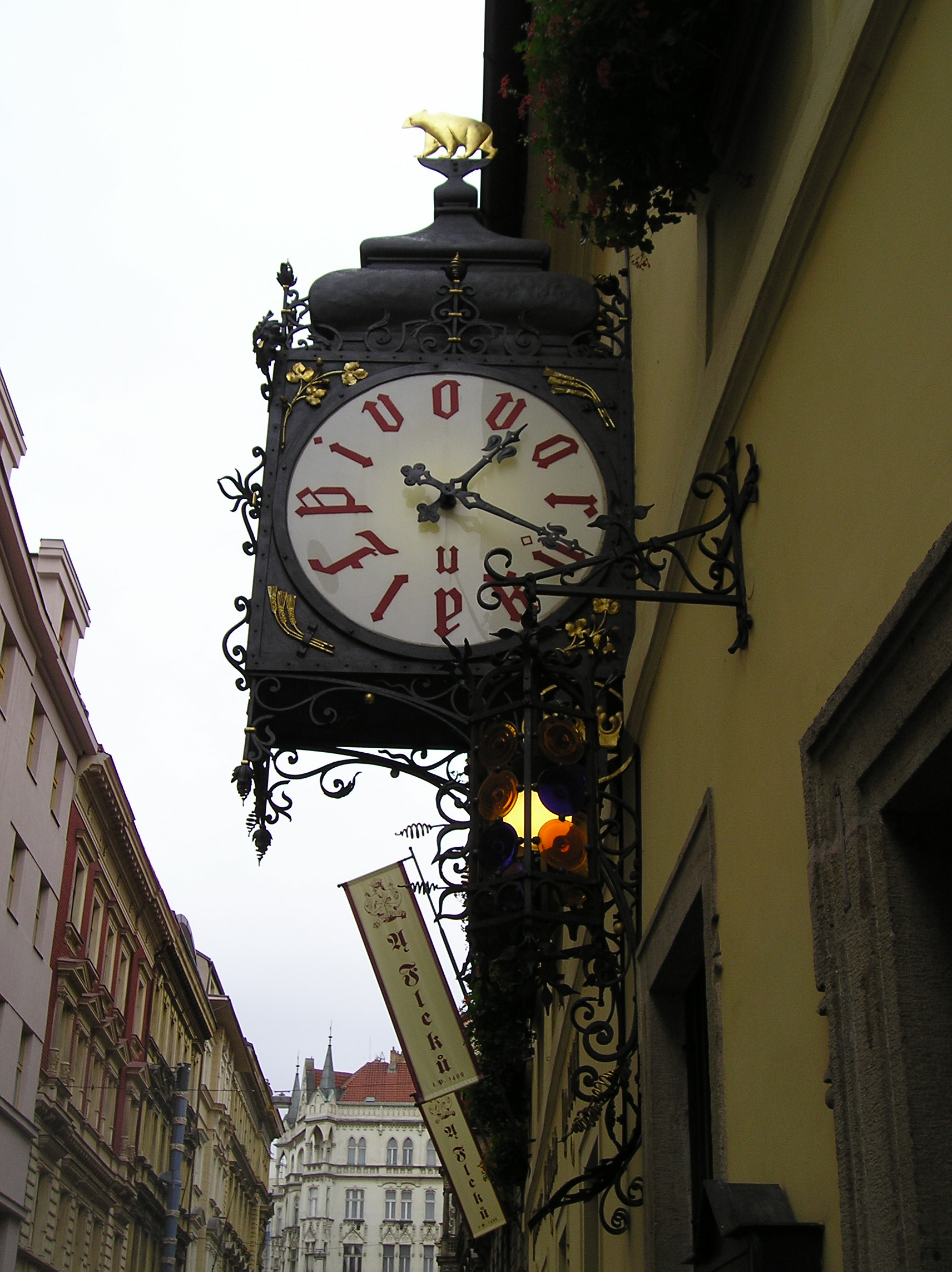

La brasserie a célébré son cinq centième anniversaire en 1999. Devenue une attraction touristique, elle passe pour être la plus ancienne de la ville. La brasserie a plusieurs fois changé de propriétaires, et s'appelait à l'origine « Na Skřemenci ». Elle doit son nom à Štěpán Flekovský, fils de Jakub Flekovský qui avait acquis la maison en 1762. Štěpán Flekovský a créé la réputation de ce lieu qui porte toujours son nom.
« U Fleků était à la bière et la convivialité ce que la chapelle Sixtine est au catholicisme et à la beauté... » U Fleků était « un panel représentatif de la population pragoise... vivait comme le cœur de la ville »

### Comme le cœur de la ville
Fondée en 1499 en tant qu'entreprise familiale, elle était alors la propriété du sieur Vít Skřemenec, dont le portrait toise encore les visiteurs dans la Salle des Chevaliers. Celui-ci a donné son nom à la rue, d'abord appelée « Na Skřemenci », puis « Na Křemenci » (sans « s ») et finalement Křemencova (ulice).
Après la bataille de la montagne blanche (1620), la propriétaire vendit la maison, et l'on cessa d'y brasser jusqu'en 1637.
D'autres propriétaires ont donné leurs noms aux rues adjacentes : ainsi la rue perpendiculaire à Křemencova ulice s'appelle Myslíkova, du nom d'Eliáš Myslík, autre propriétaire, et la rue Pštrossova, parallèle à Křemencova, porte celui de František Pštross, maire de la ville de Prague et député, qui avait acquis la brasserie en 1807 ainsi qu'un certain nombre de parcelles attenantes. Il allait donner à la taverne sa taille et son apparence actuelle et, à partir de 1843, brasser selon une recette bavaroise la bière noire qui fait la réputation du lieu.

### Le tout-Prague
Tout ce que la République tchèque, avant même d'exister, pouvait compter comme personnalités de la culture, des arts ou des sciences se retrouvaient dans ce lieu unique : par exemple des écrivains comme Jaroslav Hašek, auteur du Brave Soldat Chvéïk (Dobrý voják Švejk) ou Jan Neruda ; des médecins comme le neurologue Jindřich Mošna ; des journalistes comme Josef Kajetán Tyl et Jakub Arbes, des artistes comme le peintre Viktor Oliva, le sculpteur František Rous, le compositeur Karel Weis et les acteurs Josef Franěk et Antonín Heveroch.

### Un microcosme social
À la fin du XIXe siècle, l'écrivain Rudolf Kronbauer avait énuméré parmi les štamgasti (« habitués ») : 1 comte, 1 président de cours de justice, 1 maire-adjoint de Prague, 1 assistant du bourreau, 1 directeur de banque, 2 chefs d'orchestre, 2 directeurs de théâtre, 2 compositeurs de musique, 2 sages-femmes, 2 masseurs-kinésithérapeutes, 3 artistes peintres, 3 pasteurs, 3 maîtres nageurs, 3 architectes, 4 professeurs, 4 rédacteurs en chef, 4 sculpteurs, 5 hauts fonctionnaires de la ville, 7 députés, 8 écrivains, et 12 médecins.
L'endroit était aussi hanté par des colporteurs et artistes ambulants : Novotný l'artiste qui découpait aux ciseaux les silhouettes des clients dans un bout de papier noir, Ježíšek (le « petit Jésus ») le marchand de bretzels, le vendeur d'allumettes František Weiner qu'on appelait « Ferda-Allumettes-Europe » (Ferda-Sirky-Evropa) ; un vendeur de sardines à l'huile qu'on appelait « le général Mac Mahon » parce qu'il disait « j'y suis, j'y reste ! » lorsqu'on cherchait à le faire partir pour avoir bu plus que de raison ; l'électricien Franta et la vieille marchande de radis (ředkvičkářka) que certains appelaient Bába Švertásková (« Mémé Schwertassk ») parce que sa marchandise évoquait les produits de la célèbre épicerie fine Franz Schwertassk rue Národní.

### Une attraction touristique
Après la Seconde Guerre mondiale le régime communiste avait « nationalisé » la brasserie, pour la confier à un conseil d'administration nommé par l'État.
Après la Révolution de velours, elle a été restituée aux descendants du dernier propriétaire (František Brtník), qui l'ont transformée en attraction touristique ce qui, avec les prix plus élevés qu'ailleurs, éloigne quelque peu les habitants de Prague.

## La brasserie
« Ici en 1911 a été fondé le club croate de football HNK « Hajduk » Split.

Prague, 26.6.2001.

L'ambassadeur de la République de Croatie en République tchèque.

Le club de football croate « Hajduk » Split. »

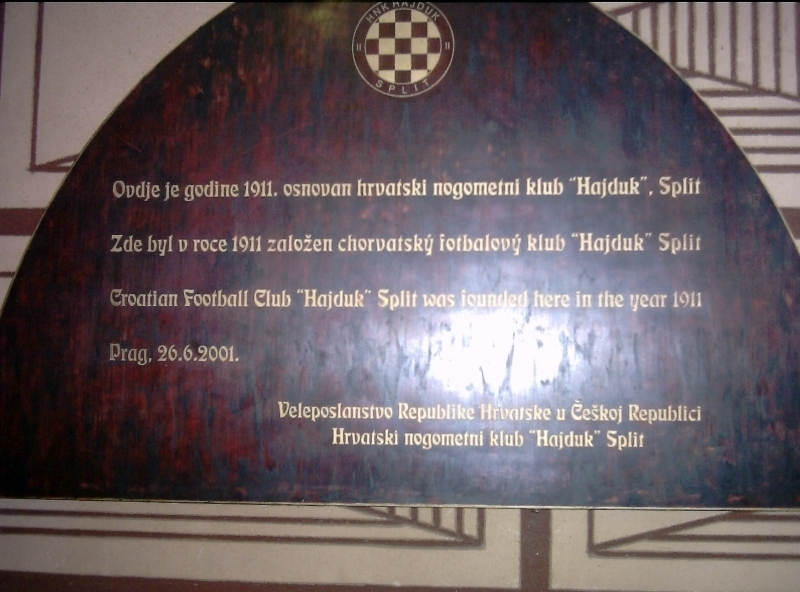
La plaque commémorative porte en croate la mention :
Ici en 1911 a été fondé le club croate de football HNK « Hajduk » Split.
Prague, 26.6.2001.
L'ambassadeur de la République de Croatie en République tchèque.
Le club de football croate « Hajduk » Split.

Les peintres Mikoláš Aleš, Vilém Trsek, l'illustrateur Láďa Novák, les frères Jindřich et Otto Bubeníček ont décoré la brasserie au tout début du XXe siècle telle qu'on peut encore la voir aujourd'hui. De grands panneaux de bois sombre décorent les murs, portant les tableaux et aussi des plaques commémoratives, du genre de celle, en croate, en tchèque et en anglais posée pour le 90e anniversaire de la fondation du Club de football HNK Hajduk Split par des étudiants croates en 1911.
Les clients peuvent s'asseoir en plein air dans le « jardin de la bière » (à l'imitation des Biergärten bavarois) ou à l'intérieur.
Il y a huit salles pour 1 200 places en tout. Le salon plus célèbre, lieu de rencontre des personnalités tchèques, s'appelle Akademie (« L'Académie »).
La salle Václavka possède des vitrages colorés, la salle Jitrnice (« du boudin ») a des voûtes gothiques et la salle des chevaliers est aménagée dans le style romantique. Une autre salle s'appelle Kufr (« la valise ») et la salle Kabaret a deux cents places assises. Une majorité de ces salles sont réservées aux groupes.
Les clients s'assoient sur des bancs de bois devant de longues tables. Il arrive que des joueurs d'accordéon ou de tuba fassent de la musique, et que les clients chantent les airs populaires.

### Cabaret
Certaines soirées (payantes, sur réservation) comprennent un spectacle de cabaret, dirigé par Rudi Harden, avec une chorégraphie des costumes et des scènes de Michael Harden. Il comprend des saltimbanques, des humoristes, des numéros de danse allant de la polka tchèque aux rythmes latino-américains en passant par le baroque.
Le spectacle commence à 20 h. L'accès, sur réservation, coûte 100 couronnes.

## La bière

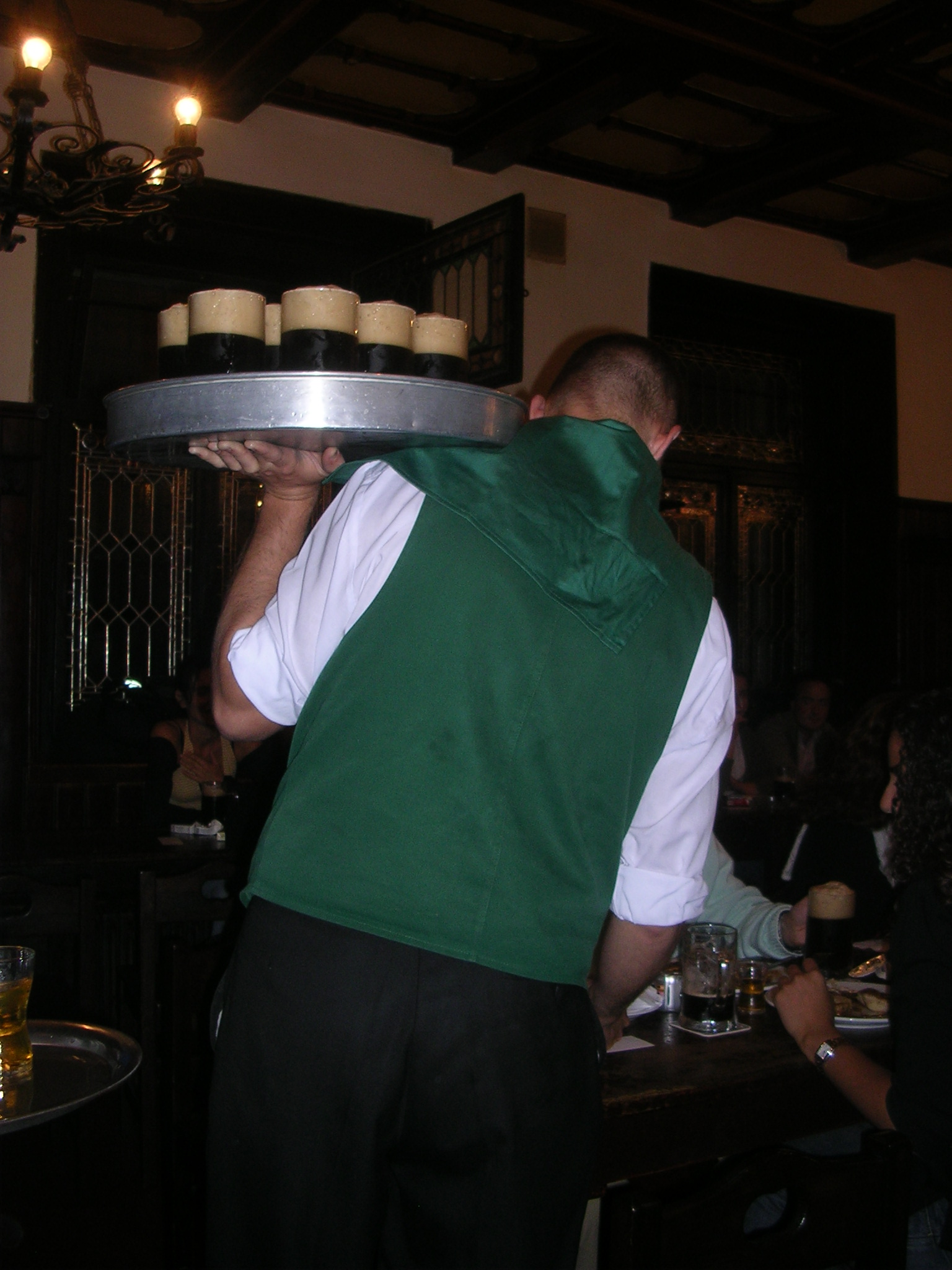
On sert la bière dans des mesures de 40 cl.

L'établissement ne sert qu'un seul type de bière, sa propre brune à 5 % d'alcool, préparée à 13°P (degrés Plato qui, utilisés en Europe centrale de préférence aux degrés Balling, traduisent le pourcentage d'extrait sec du moût avant fermentation). La bière, la « Treize de Flek » (Flekovská třináctka) est aussi connue comme la « Double bière brune de Flek à 13°P » (Flekovský tmavý ležák 13°).
Elle est brassée sur place, et n'est disponible nulle part ailleurs. On la sert dans des mesures de 40 cl plutôt que dans les mesures de 50 utilisées dans la plupart des autres bars tchèques, et on l'accompagne de plats traditionnels. Les prix sont sensiblement plus élevés qu'ailleurs : 560 CZK par personne (à peu près €20).

### La production
La brasserie dans son état actuel est le produit d'une adaptation, faite en 1986, des procédés traditionnels à une production contemporaine : la salle de cuisson date du début du siècle avec sa partie refroidissement et les cuves de la cave de fermentation sont en bois de chêne.

### Musée de la bière
En 1999, à l'occasion du 500e anniversaire, les bâtiments de l'ancienne malterie ont été transformés en musée de la bière. Des explications enregistrées y expliquent le fonctionnement du matériel ancien et présentent l'histoire de la brasserie à Prague. La partie la plus intéressante est la salle "Renaissance", où on séchait le malt à la fumée de bois.
La visite débouche sur une boutique de souvenirs.
On accède au musée sur réservation du lundi au vendredi de 10 h à 16 h, pour 50 CZK (couronnes) par personne. Les samedis et dimanche le musée est réservé aux clients de la brasserie.

### Visites
Il y a aussi des visites organisées, avec enregistrement vidéo et dégustation de bière.
N'ont accès à ces visites organisées que les clients de la brasserie, par groupes d'au moins 10 personnes, du lundi au vendredi de 10 h à 16 h, sur réservation particulière le samedi et le dimanche. 160 couronnes par personne.